# Font d'Hostafrancs
La Font d'Hostafrancs és una font d'Hostafrancs, al municipi dels Plans de Sió (Segarra), inclosa a l'Inventari del Patrimoni Arquitectònic de Catalunya.

## Descripció
La font està adossada a la part baixa del campanar de l'església de Sant Bartomeu. S'hi accedeix per un graó i presenta dues pilastres rematades amb un pinacles acabats en una bola. Entre les dues pilastres trobem un arc rebaixat amb una motllura i al centre un mosaic de rajola amb la imatge de Sant Bartomeu i a sota la data de 1929.